# Wągry (wieś)
Wągry (dawn. Wągry A) – wieś w Polsce, położona w województwie łódzkim, w powiecie brzezińskim, w gminie Rogów.
Wieś szlachecka położona była w drugiej połowie XVI wieku w powiecie rawskim ziemi rawskiej województwa rawskiego. W latach 1975–1998 miejscowość administracyjnie należała do województwa skierniewickiego.
Na terenie wsi znajduje się przystanek kolejowy Wągry.